# Eupithecia parallelaria
Eupithecia parallelaria is een vlinder uit de familie van de spanners (Geometridae). De wetenschappelijke naam van de soort is voor het eerst geldig gepubliceerd in 1893 door Bohatsch.
De soort komt voor in Afghanistan en Turkmenistan.